# Mapei (Musikerin)

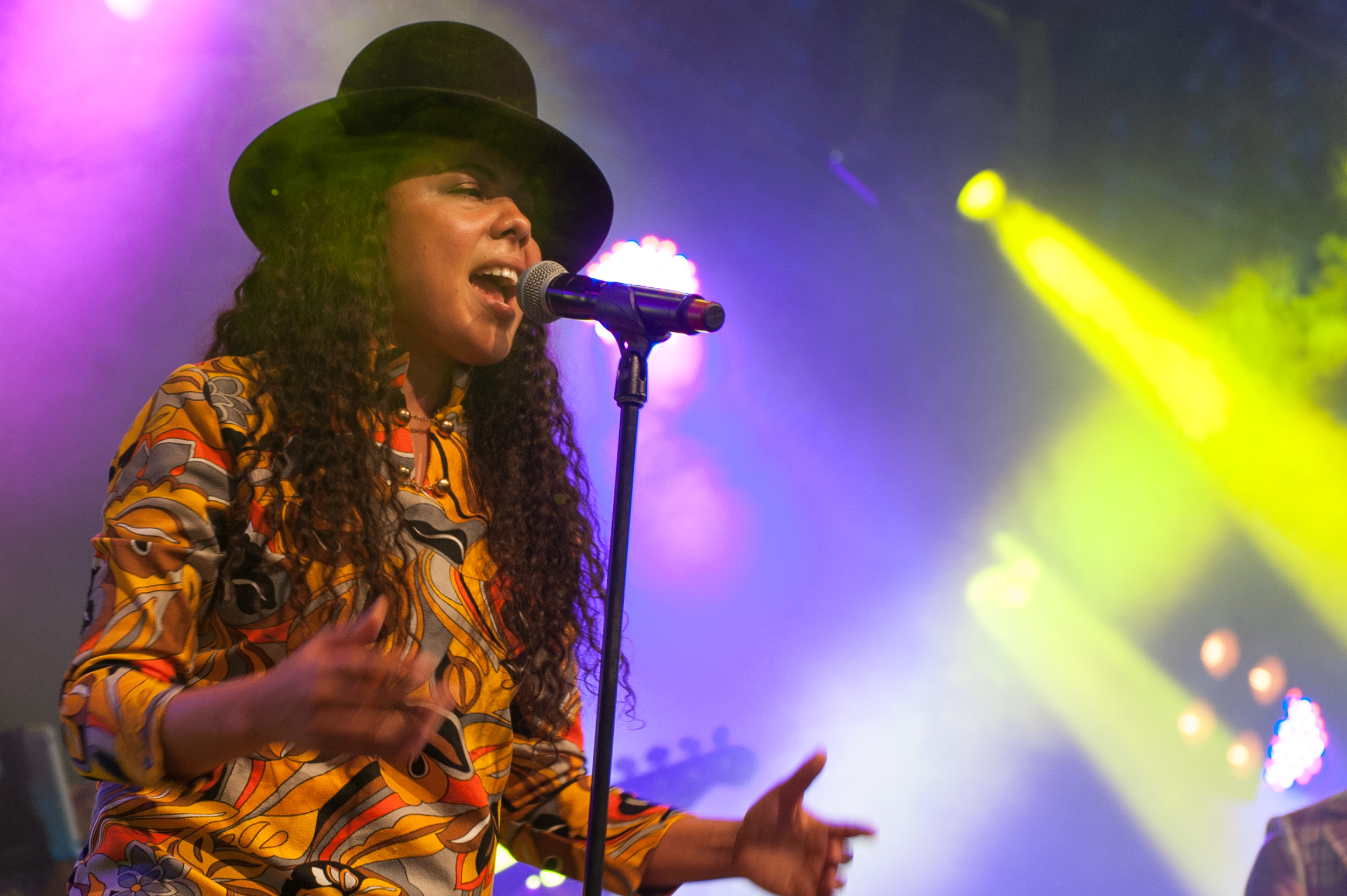
Mapei (August 2014)

Jacqueline Mapei Cummings (* 20. Dezember 1983 in Providence) ist eine schwedisch-amerikanische Musikerin, die 2013 mit ihrer Single Don’t wait weltweit bekannt wurde. Ihre erste EP The Cocoa Butter Diaries veröffentlichte sie bereits 2009. Ihr erstes Album Hey Hey erschien am 23. September 2014.

## Diskografie

### Alben
- 2014: Hey Hey
- 2019: Sensory Overload
- 2021: Lullabies (mit Timbuktu)
- 2024: Så Mycket Bättre 2023 – Tolkningarna

### EPs
- 2009: The Cocoa Butter Diaries
- 2014: Don’t Wait EP

### Singles
Als Leadmusikerin
- 2013: Don’t Wait
- 2014: Change
- 2014: Believe
- 2023: Don’t Say Hello
- 2023: Minns ikväll

Als Gastmusikerin
- 2018: Feel About You (Silk City feat. Mapei)
- 2022: Buffalo Stance (Robyn & Neneh Cherry feat. Mapei)